# Cupaniopsis bullata
Cupaniopsis bullata är en kinesträdsväxtart som beskrevs av F. Adema. Cupaniopsis bullata ingår i släktet Cupaniopsis och familjen kinesträdsväxter. Inga underarter finns listade i Catalogue of Life.